# Cyclopicinidae
Cyclopicinidae – monotypowa rodzina skorupiaków z podgromady widłonogów. 

## Podział systematyczny
Do rodziny należy jeden rodzaj – Cyclopicina Lindberg, 1953 – obejmujący następujące gatunki:
- Cyclopicina longifurcata (Scott T., 1901)
- Cyclopicina sirenkoi Martínez Arbizu, 1997
- Cyclopicina toyoshioae Ohtsuka, Tanaka & Boxshall, 2016